# 43项援藏工程
43项援藏工程又称钥匙工程，是1984年中央召开第二次西藏工作座谈会上确定的由北京市、上海市、天津市、江苏省、浙江省、福建省、山东省、四川省、广东省这九个省市帮助西藏建设43项工程，作为西藏自治区成立20年大庆的庆典工程，工程总投资达到4.8亿元。这批项目已全面建成并投入使用。　

## 名单
1. 拉萨饭店：位于拉萨市，由江苏省投资援建
2. 拉萨机场宾馆：位于拉萨市，由江苏省投资援建
3. 拉萨市少年活动中心：位于拉萨市，由江苏省投资援建
4. 拉萨客运站：位于拉萨市，由江苏省投资援建
5. 西藏自治区医院住院楼：位于拉萨市，由江苏省投资援建
6. 西藏体育馆：位于拉萨市，由浙江省投资援建
7. 西藏大学改扩建：位于拉萨市，由浙江省投资援建
8. 拉萨饲料加工厂：位于拉萨市，由浙江省投资援建
9. 西藏宾馆：位于拉萨市，由福建省投资援建
10. 拉萨上下水工程：位于拉萨市，由四川省投资援建
11. 羊八井地热洗毛厂：位于拉萨市，由北京市投资援建
12. 羊八井地热电站扩建及输变电工程：位于拉萨市，由西南电业管理局投资援建
13. 拉萨火电厂改造和供热工程：位于拉萨市，由中华人民共和国水利电力部和北京市投资援建
14. 西藏自治区群众艺术馆：位于拉萨市，由天津市投资援建
15. 拉萨剧院：位于拉萨市，由天津市投资援建
16. 拉萨灰砂砖厂：位于拉萨市，由四川省投资援建
17. 曲水色甫水电站：位于拉萨市，由四川省和中华人民共和国水利电力部投资援建
18. 拉萨电视教学大楼：位于拉萨市，由浙江省投资援建
19. 羊八井到拉萨供热工程：位于拉萨市，由中华人民共和国石油工业部投资援建
20. 花岗岩石加工厂：位于拉萨市，由福建省投资援建
21. 青藏公路配套工程：位于西藏自治区，由四川省投资援建
22. 新型建筑材料和充气房屋：位于西藏自治区，由中华人民共和国国家建筑材料工业局和上海市投资援建
23. 太阳能灶：位于西藏自治区，由北京市投资援建
24. 日喀则饭店：位于日喀则市，由山东省投资援建
25. 日喀则百货大楼：位于日喀则市，由山东省投资援建
26. 日喀则群众艺术馆：位于日喀则市，由山东省投资援建
27. 日喀则太阳能试验站：位于日喀则市，由北京市设计安装，山东省进行土建工程
28. 日喀则医院门诊楼：位于日喀则市，由山东省投资援建
29. 江孜饭店：位于日喀则市，由山东省投资援建
30. 昌都饭店：位于昌都市，由四川省投资援建
31. 昌都木材加工厂：位于昌都市，由四川省投资援建
32. 昌都群众艺术馆：位于昌都市，由四川省投资援建
33. 林芝毛纺厂工艺及锅炉节能改造：位于林芝市，由上海市投资援建
34. 那曲医院住院部：位于那曲地区，由天津市投资援建
35. 那曲风能试验站：位于那曲地区，由天津市投资援建
36. 那曲群众艺术馆：位于那曲地区，由天津市投资援建
37. 那曲饭店：位于那曲地区，由天津市投资援建
38. 泽当医院门诊楼：位于山南地区，由广东省投资援建
39. 泽当群众艺术馆：位于山南地区，由广东省投资援建
40. 泽当饭店：位于山南地区，由广东省投资援建
41. 阿里群众艺术馆：位于阿里地区，由江苏省投资援建
42. 阿里太阳能采暖楼：位于阿里地区，由江苏省投资援建
43. 阿里招待所：位于阿里地区，由江苏省投资援建